# Per amore - Dove porta il sentimento
Per amore - Dove porta il sentimento fu un programma televisivo italiano di genere talk show, trasmesso da Odeon TV dal 1 maggio al 23 giugno 1995, con la conduzione di Barbara D'Urso

## Il programma
La trasmissione iniziò il 1º maggio 1995 ed andava in onda tutti i giorni dal lunedì al venerdì alle ore 12:00.